# Sílvia Pons i Seguí
Sílvia Pons i Seguí   (es Mercadal, 1978) és una escriptora, guionista i ALIC (Assessora en Llengua, Interculturalitat i Cohesió Social) del Departament d'Educació. Antigament va ser docent universitària catalana a la Universitat de Lleida, on també es va llicenciar en Filologia Catalana i Comunicació Audiovisual. En l'àmbit literari ha conreat l'article, l'assaig, el teatre, la narració curta i la poesia. Ha participat en recitals poètics arreu dels Països Catalans, als inicis, amb el nom de ploma poètic de Madò Idò.
En el món audiovisual va ser directora del concurs televisiu lingüístic i pedagògic Bocamoll, directora del concurs televisiu lingüístic i pedagògic Picalletres, guionista del Programa Atrapa'm si pots, guionista i creadora de continguts a la secció d'exteriors del magazín Divendres i realitzadora del documental Mon pare et fou faroler.
Sílvia Pons i Seguí ha destacat especialment en el camp de la poesia, amb una obra que ha estat reconeguda amb premis literaris i musicada en diverses ocasions.
Més enllà de la literatura i la música, Pons ha estat una activista compromesa amb la igualtat de gènere i la lluita contra la violència masclista. També ha participat en activitats de foment de la lectura i la creació literària entre infants i joves.

## Obra publicada

### Conte infantil
- Quin cacau. Es Mercadal, 2015.[4]
- Posau ordre en aquest poble!.  Eivissa: Balàfia Postals, 2013. ISBN 978-84-616-6450-4.[5][6]

### Poesia
- Martín Hidalgo, Daniela; Hernández García, Rafael; Pons Seguí, Sílvia; Gomila Bassa, Pere. Mirades (en català i castellà).  Lanzarote: Servicio de Publicaciones del Cabildo de Lanzarote, 2018. ISBN 978-84-947232-6-1.[7][8]
- Terra de fang. Deltebre, 2012.[9][10]
- Gregori, Àngels; Manel Marí, Lluna; Pons Seguí, Sílvia. Solstici d'estiu 8. Joves poetes de la Mediterrània.  Búger: Funndació ACA, 2005. ISBN PM. 1443-2005.
- Fars.  Juneda, Lleida: Fonoll, 2001.

### Llengua
- Pica Lletres. Jocs i mots a cabassos!.  Grup 62, 6 setembre 2017 (No Ficció). ISBN 978-84-16716-44-9.

### Història Local
- Barber, Cristòfol; Pons Seguí, Sílvia. Històries de Sant Martí. La festa des Mercadal d’ara i d’antany.  Es Mercadal: Xerra i Xala, 2014.[11]
- Barber, Cristòfol; Pons Seguí, Sílvia. Es Mercadal en glosa : l'art de fer versos al centre de l'illa.  Es Mercadal: Xerra i Xala, 2012. ISBN ME 606-2012.
- Barber, Cristòfol; Pons Seguí, Sílvia. Històries des Mercadal. 101 testimonis en primera persona.  Es Mercadal: Xerra i Xala, 2011. ISBN ME 606-2012.[12]
- Fornells, la identitat d'un poble en imatges.  Es Mercadal: Ajuntament des Mercadal, 2008. ISBN 978-84-606-4599-3.
- Barber, Cristòfol. Es Mercadal, instants d'un segle. Cent anys de memòria en imatges.  Es Mercadal: Ajuntament des Mercadal, 2004. ISBN 84-609-1445-3.